# Девушка Иматры
Девушка Иматры (иначе — дева Иматры, дева Вуоксы) — нефункционирующий фонтан в Выборге, расположенный в парке имени Ленина за собором Петра и Павла близ Рыночной площади. Первый городской фонтан, сооружённый в 1926 году и переставший функционировать в 1960-х годах, включён в перечень объектов культурного наследия народов РФ в качестве памятника регионального значения.

## История
Благодаря тому, что владельцем городской аптеки Й. К. фон Цвейгбергом (1842—1896) была завещана крупная сумма денег на украшение Выборга — 167 тысяч финляндских марок — в первой трети XX века городскими властями были приобретены и установлены парковые скульптуры, такие, как «Маленький рыбак» работы Микко Хови, «Лось» Юсси Мянтюнена и «Лесной юноша» Юрьё Лийполы. Одной из них стала фонтанная композиция со статуей обнажённой девушки в центре.
В начале XX века городским советом было признано целесообразным соорудить в Выборге фонтан. Скульпторами Эмилем Викстрёмом и Георгом Винтером предлагались статуи для украшения задуманного фонтана. Но принятие окончательного решения затянулось, городские власти не смогли выбрать для него место и в конечном итоге предпочли выделить средства на установку памятника Торгильсу Кнутссону на площади Старой Ратуши. 
В 1908 году выборгский памятник Торгильсу Кнутссону работы Вилле Вальгрена был открыт, и в том же году в Хельсинки на границе Рыночной площади и парка Эспланады появился фонтан «Хавис Аманда» работы того же скульптора. Вальгрен обратился в выборгский горсовет с предложением о сооружении аналогичного фонтана с фигурой нимфы. Снова началось длительное обсуждение, в ходе которого рассматривались предложения и других ваятелей, такие, как статуя мальчика с рыбами работы Эмиля Халонена и статуя девушки, играющей на кантеле (автор Юн Мунстеръелм). Помимо места на краю парка, в качестве вариантов для размещения фонтана предлагались участки напротив Выборгского рынка, на площади Красного колодца и у ресторана «Эспиля» на перекрёстке Торкельской и Александровской улиц, но и на этот раз принятие решения было отложено.
В 1912 году городскими властями был создан специальный комитет для окончательного определения места строительства и организации архитектурного конкурса на лучший проект монументального комплекса, который должен был включать фонтан и несколько общественных зданий с учреждениями культуры и триумфальной аркой. По итогам конкурса, подведённым весной 1913 года, победителями были признаны братья Ойва и Кауно Каллио, но их проект монументальной площади с фонтаном на перекрёстке Торкельской и Александровской улиц так и не был выполнен по причине начавшейся Первой мировой войны.
Хотя идея Эмиля Халонена поддержки не получила, близкая по сюжету композиция была установлена в Выборге, но позже, в 1924 году, когда в парке на набережной залива появилась статуя «Маленький рыбак» скульптора Микко Хови. В этих условиях Георг Винтер предложил очередной вариант фонтанной композиции, представлявший собой Деву Финляндию с мечом в одной руке, гербом Выборга в другой и рысью у ног. Когда же и этот вариант не устроил депутатов горсовета, настойчивый скульптор предложил вернуться к идее композиции с нимфой, отвергнутой выборгскими властями около двадцати лет тому назад, но нашедшей успешное воплощение в столице Финляндии. На этот раз предложение было одобрено, и в 1926 году многолетняя история завершилась сооружением фонтана на краю парка поблизости от Рыночной площади. Он представлял собой восьмиугольную гранитную чашу с бетонным дном, в центре которой на невысоком гранитном постаменте располагалась бронзовая обнажённая женская фигура со сложёнными на груди руками, прижатыми к правому плечу, в окружении струй воды. Она стала авторским повторением статуи 1902 года, которую скульптор планировал установить на краю водопада Иматра (с 1982 года находится в музее в Лаппеенранте). Поэтому в литературе фонтан обычно называют «Девушка Иматры», однако можно встретить и другие названия, данные жителями Выборга: «Торкельская Тильта», «Грустная Софи», «Купальщица», «Дева Вуоксы». Как отмечает искусствовед Е. Е. Кепп, в композиции этой работы ваятель использовал приём античных мастеров — хиазм, когда стоящая фигура изображалась со смещёнными линиями таза и плечей от вертикальной оси, что достигалось перенесением центра тяжести статуи на одну ногу.
В ходе реконструкции парка в 1927 году от фонтана была проложена широкая аллея к ресторану «Эспиля», поблизости от которого на участке, отводившемся предыдущими проектами под размещение фонтана, с 1932 года находится бронзовая статуя «Лесного юноши». При этом, в отличие от памятника обнажённому мальчику с медвежонком, ни фонтан, ни ресторан не смогли благополучно пережить период советско-финских войн 1939−1944 гг. Женская фигура была утрачена, и при восстановлении фонтана в начале 1950-х годов на её место перенесли статую «Маленький рыбак». Когда в начале 1960-х годов фонтан со скульптурой ребёнка с рыбкой пострадал от вандализма, было принято решение соорудить новый фонтан с противоположной стороны собора Петра и Павла. 
В 2010-х годах в Выборге были предприняты попытки восстановления фонтана. В связи с тем, что авторские права на статую и её облик принадлежат финской стороне, городскими властями была достигнута договорённость, что скульптура будет воссоздана в первоначальном виде в Финляндии, а российская сторона подготовит чашу фонтана и постамент. Постамент из гранита уже изготовлен, однако конкурс на изготовление двух копий статуи – для Иматры и для Выборга — так и не состоялся в связи с официальным отказом наследников авторского права на «Девушку Иматры» от сотрудничества. Чаша нефункционирующего фонтана превращена в цветочную клумбу.

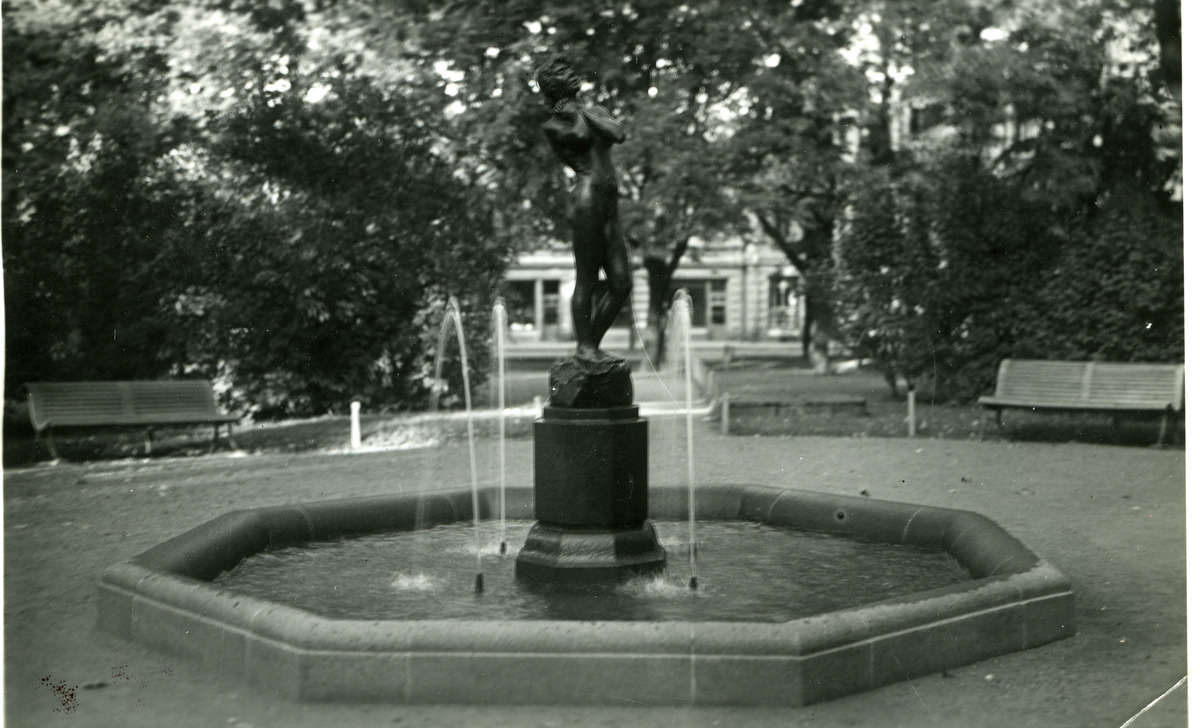
Фонтан в 1930-х годах
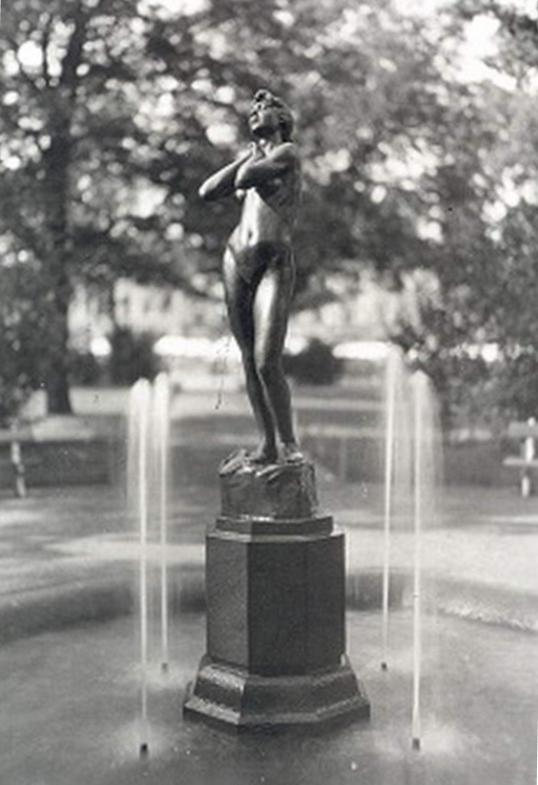
Фонтанная статуя
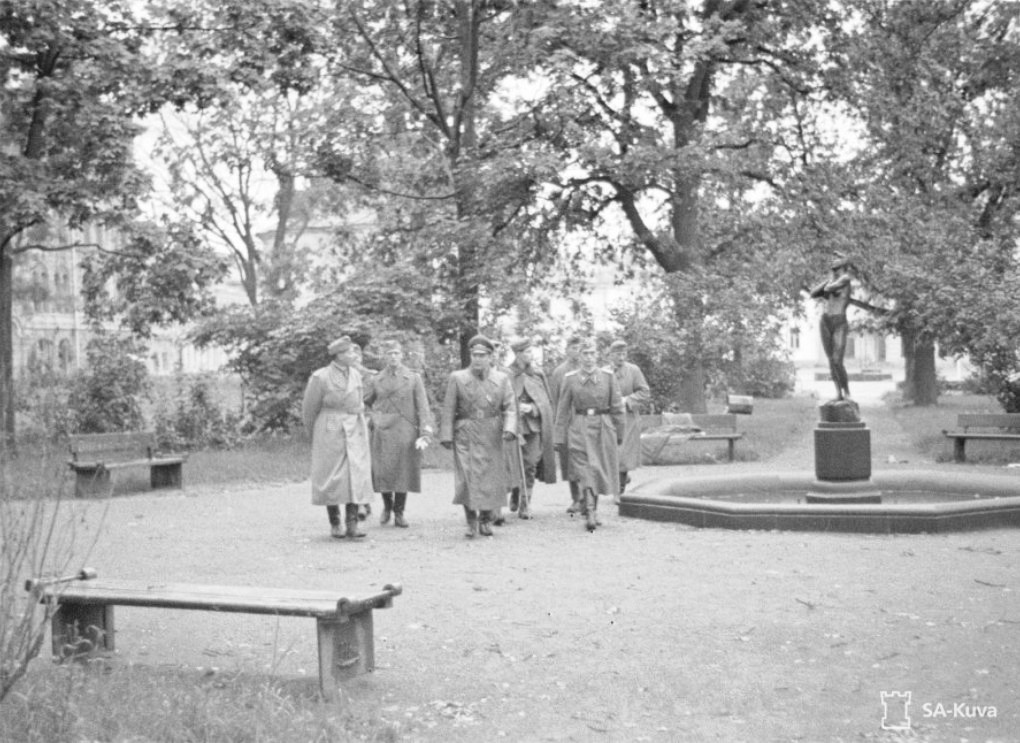
Финские военнослужащие и немецкий офицер у фонтана в 1941 году